# Три жене
Три жене (шп. Tres mujeres) мексичка је теленовела, продукцијске куће Телевиса, снимама током 1999. и 2000.
У Србији је приказивана 2000. на телевизији Пинк у краћој верзији од 135 епизода.

## Синопсис
Барбара, Фатима и Грета три су жене које свака на свој начин доживљавају љубав и пролазе кроз емотивне кризе и проблеме. Увучене у вртлог страсти и љубоморе, оне покушавају да докуче снагу праве љубави, при томе наилазећи на бројне препреке, од тешких разочарења у своје партнере до разних смицалица које им праве људи из окружења.
Барбара је веровала да је њен брак са Мариом идеалан, са којим има кћерку, док није срела Данијела. Њему у загрљај отерала ју је Мариова неверност и одбијање да имају још једно дете. Барбарина млађа сестра Фатима жртва је слепе љубави и оданости Адријану, који је у ствари не заслужује. Он има и тамну страну. Љубоморан је, насилан и лажов. Такође, виђа се са другом женом, секретарицом Брендом. Тек упознавши Себастијана, Фатима схвата колико је љубав варљива, али ускоро долази до отрежњења и она увиђа Адријаново право лице. Након што покуша да је силује, Фатима је коначно решила да учини прави избор и срце поклони Себастијану који је искрено воли. Барбарина и Фатимина мајка Грета није успела да преболи своју прву љубав Федерика Мендес, који се враћа у град и чије ће срце поново покушати да освоји.

## Улоге
| Глумац:                  | Улога:      |
| ------------------------ | ----------- |
| Ерика Буенфил            | Барбара     |
| Алексис Ајала            | Данијел     |
| Кариме Лозано            | Фатима      |
| Хорхе Салинас            | Себастијан  |
| Норма Ерера              | Грета       |
| Педро Армендариз Јуниор  | Федерико    |
| Серхио Сендел            | Адријан     |
| Алехандро Томаси         | Марио       |
| Армандо Араиза           | Сантијаго   |
| Лус Марија Херес         | Рената      |
| Мајте Ембил              | Андреа      |
| Арлет Теран              | Бренда      |
| Габи Платас              | Карла       |
| Фабијан Роблес           | Анхел       |
| Марија Фернанда Родригез | Монтсе      |
| Гиљермо Капетиљо         | Мануел      |
| Раул Рамирез             | Франк       |
| Ниурка Маркос            | Хамиле      |
| Едуардо Верастеги        | Рамиро      |
| Серхио Каталан           | Валентин    |
| Галилеа Монтиљо          | Марикруз    |
| Ванеса Гузман            | Каролина    |
| Лаура Флорес             | Сандра      |
| Лус Марија Зетина        | Палома      |
| Рене Касадос             | Леонардо    |
| Лоренсо де Родас         | Висенте     |
| Ана Берта Еспин          | Лусија      |
| Росанхела Балбо          | Роса Марија |
| Хуго Акоста              | Рафаел      |
| Шарис Сид                | Лорен       |
| Рикардо Далмаци          | Клаудио     |
| Доминика Палета          | Ракел       |
| Нињон Савиља             | Јоланда     |
| Патрисио Кастиљо         | Гонсало     |
| Ерардо Кироз             | Антонио     |
| Абрахам Ставанс          | Матео       |
| Карлос Соријано          | Хенри       |
| Лусеро Ландер            | Хеновева    |
| Марина Марин             | Ана         |
| Поли                     | Софија      |
| Сусан Вон                | Веранија    |
| Алехандро Камачо         | Салвадор    |
| Јадира Сантана           | Оливија     |
| Џесика Саласар           | Естер       |
| Мануел „Флаке“ Ибањез    | Ектор       |
| Хавијер Руан             | Флавио      |
| Јоланда Мерида           | Ева         |
| Исадора Гонзалез         | Миријам     |
| Дијана Осорио            | Вероника    |
| Силвио Форнаро           | Дијего      |
| Паулино Хемер            | Лоренсо     |
| Бибелот Мансур           | Ђина        |
| Елизабет Агилар          | Никол       |
| Серхио Рејносо           | Адолфо      |
| Карлос Браћо             | Гарса       |
| Исаура Еспиноза          | Дијана      |
| Маја Мишалска            | Паулина     |
| Рафаел дел Виљара        | Едуардо     |
| Маријана Сеоане          | Марсела     |
| Манола Дијез             | Химена      |
| Сокоро Бониља            | Арасели     |
| Маурисио Бонет           | Густаво     |
| Франсиско Авендано       | Алберто     |
| Ернесто Бог              | Карлос      |
| Сесар Кастро             | Еухенио     |
| Рикардо Чавез            | Рохелио     |
| Хуан Анхел Еспарза       | Родриго     |
| Карлос Гонзалез          | Мигел       |
| Марија Идалија           | Магда       |
| Боби Лариос              | Мауро       |
| Кета Лавати              | Сусана      |
| Хаиме Лозано             | Деметрио    |
| Рубен Моралес            | Хавијер     |
| Марија Долорес           | Рита        |
| Марија Прадо             | Мече        |
| Луис Рејносо             | Габријел    |
| Адријана Рохо            | Олга        |
| Мигел Серос              | Николас     |
| Андреа Соберон           | Макарена    |
| Карлос Cпејсер           | Ремихио     |
| Тео Тапија               | Пепе        |
| Рикардо Вера             | Фернандо    |